# ستایش (فیلم ۱۳۸۵)
ستایش فیلمی به کارگردانی  و نویسندگی محمدرضا رحمانی ساختهٔ سال ۱۳۸۵ است.

## بازیگران
- حسن پورشیرازی
- مریم کاویانی
- خاطره اسدی
- محمود مقامی
- مهدی ماهانی